# Zbiljsko jezero
Zbiljsko jezero je zajezitveno jezero na reki Savi pri kraju Zbilje.
Nastalo je leta 1953, ko je bil ob izgradnji hidroelektrarne Medvode v kraju Medvode postavljen jez. Pregrada je oprta na triasni dolomit, v katerega je Sava zarezala strugo. Vododržnost dolomitskega praga so dosegli z vbrizgavanjem betonskih zaves 27–45 m globoko do nepropustne podlage. Jezero je poleg stare struge zalilo tudi nižje obrežne terase. Vodozbirno zaledje jezera meri okoli 1500 km², srednji letni pretok Save je 80 m³/s. Zgornja gladina lahko doseže koto 328,5 mnm, takrat je jezero dolgo 5 km in se razteza med Medvodami in krajem Mavčiče, kjer je jez HE Mavčiče. Nad jezom v Mavčičah se reka prav tako razširi v umetno Trbojsko jezero. Zbiljsko jezero je široko 40–250 m in ima površino 69 ha. Ob nastanku je imelo 7.000.000 m³ vode, t. i. koristne prostornine pa je bilo 2.760.000 m³; tik za pregrado je bilo globoko 20 m. Ob normalnem obratovanju se gladina jezera lahko zniža za 1,7 m, izjemoma za 3,4 m. Po ocenah je Sava po zajezitvi za HE Mavčiče odložila v jezersko kotanjo 100.000 m³ proda in mulja letno. 
Zaradi zamuljavanja so rekreativno-turistične dejavnosti ob jezeru postopno zamrle. Sredi 90-ih let 20. stoletja je bilo jezero delno sanirano. Pred zajezitvijo so v Savi živele potočne postrvi, lipan, kleni, podusti in blistavci, sedaj pa prevladujejo rdečeoke, pogosti so kleni, podusti, šarenke, ščuke in krapi, redkeje pa potočne postrvi, lipani, rdečerepke in linji. Po sanaciji je turizem ob jezeru in z njim tudi športni ribolov ponovno oživel.
Naselja ob Zbiljskem jezeru so Zbilje (z izposojevalnico čolnov), Podreča in Dragočajna (hotel in avtokamp). Čez jezero je speljan most, ki povezuje naselji Zbilje in Valburgo (pod gradom Smlednik).

## Glejte tudi
- seznam jezer v Sloveniji